# إليزابيث جوري
إليزابيث جوري هي سياسية، وهي نائبة رئيس وزراء منطقة الجزيرة التابعة للإدارة الذاتية لشمال وشرق سوريا. انتُخبَت في عام 2014 وهي عضو في حزب الاتحاد السرياني. وهي تعمل تحت قيادة أكرم حسو، ونائبها المشارك هو حسين تازا الأعظم.
جوري هي مسيحية سريانية ومن الكنيسة السريانية الأرثوذكسية.